# Greatest Hits (The Cars)
| Recensione                 | Giudizio |
| -------------------------- | -------- |
| AllMusic                   |          |
| Christgau's Consumer Guide | A-       |

Greatest Hits è una raccolta del gruppo musicale statunitense The Cars, pubblicata nel 1985. Il disco contiene l'inedito Tonight She Comes.

## Tracce
Tutte le tracce sono scritte e composte da Ric Ocasek.
Side 1
1. Just What I Needed – 3:43
2. Since You're Gone – 3:31
3. You Might Think – 3:04
4. Good Times Roll – 3:44
5. Touch and Go – 4:54
6. Drive – 3:54

Side 2
1. Tonight She Comes – 3:52
2. My Best Friend's Girl – 3:44
3. Heartbeat City (CD and Cassette release only) – 4:29
4. Let's Go – 3:33
5. I'm Not the One (1985 remixed version) – 3:58
6. Magic – 3:57
7. Shake It Up – 3:32

## Formazione
- Ric Ocasek – voce, chitarra
- Benjamin Orr – basso, voce (1, 6, 10)
- David Robinson – batteria
- Greg Hawkes – tastiere, voce
- Elliot Easton – chitarra elettrica, voce

## Classifiche

### Classifiche settimanali
| Classifica (1985/86) | Posizione massima |
| -------------------- | ----------------- |
| Australia            | 3                 |
| Canada               | 21                |
| Nuova Zelanda        | 2                 |
| Regno Unito          | 27                |
| Stati Uniti          | 12                |

### Classifiche di fine anno
| Classifica (1985) | Posizione |
| ----------------- | --------- |
| Nuova Zelanda     | 48        |
| Classifica (1986) | Posizione |
| Australia         | 13        |
| Nuova Zelanda     | 16        |
| Stati Uniti       | 53        |